# Gazeta Polska (tygodnik)
Gazeta Polska – ogólnopolski tygodnik (wcześniej miesięcznik) o tematyce społeczno-polityczno-historycznej.

## Historia

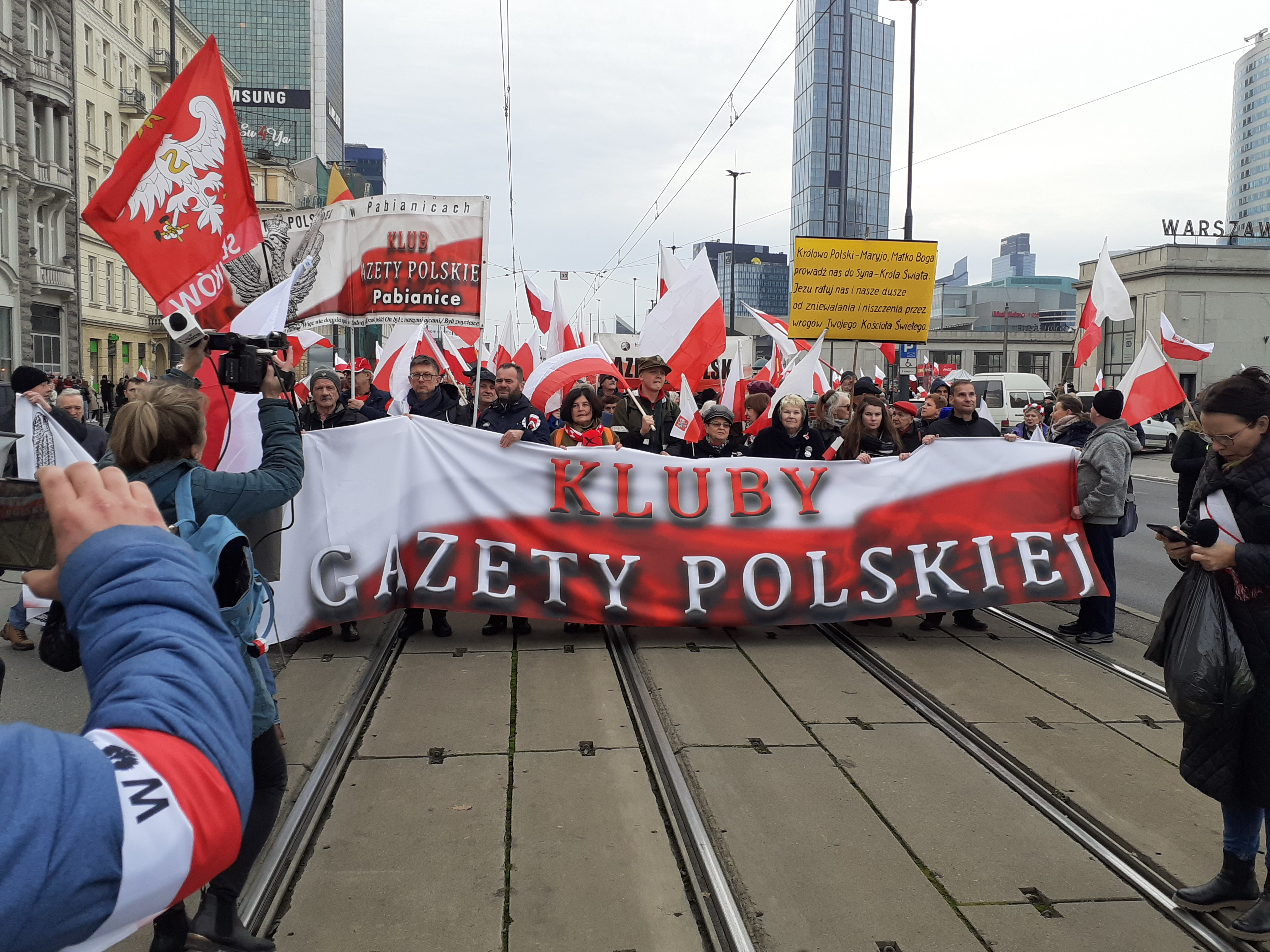
Baner Klubów Gazety Polskiej na Marszu Niepodległości w 2022

Pomysłodawcą założenia tygodnika był Tomasz Sakiewicz w 1992. „Gazeta Polska” jest wydawana od 1993. Od tego czasu do 2005 redaktorem naczelnym był Piotr Wierzbicki, a od 2005 stanowisko sprawuje Tomasz Sakiewicz. Do zmiany na tym stanowisku doszło w rezultacie konfliktu Wierzbickiego z Sakiewiczem.
Od 1997 funkcjonuje strona internetowa tygodnika pod adresem gazetapolska.pl. Od marca 2006 wydawnictwo i dziennikarze związani z „Gazetą Polską” wydawali również miesięcznik „Niezależna Gazeta Polska”, który po scaleniu z kwartalnikiem „Nowe Państwo” od września 2009 ukazuje się jako „Niezależna Gazeta Polska – Nowe Państwo”. Od września 2011 niektórzy dziennikarze tygodnika publikują także w dzienniku „Gazeta Polska Codziennie”, a ponadto od 2008 w internetowym portalu informacyjnym Niezalezna.pl.
W 2021 wpływy z reklam spółek skarbu państwa stanowiły 42 proc. przychodów z reklam Gazety Polskiej.

## Zespół redakcyjny
Do publicystów i felietonistów piszących na łamach „Gazety Polskiej” należeli bądź należą m.in.: Katarzyna Gójska-Hejke (zastępca redaktora naczelnego), Dorota Kania, Piotr Lisiewicz, Jacek Kwieciński, Eliza Michalik, Robert Tekieli, Maciej Rybiński, Krystyna Grzybowska, Jacek Łęski, Piotr Semka, Jerzy Targalski, Marcin Wolski, Rafał A. Ziemkiewicz, Waldemar Łysiak, Tomasz Łysiak, Stanisław Michalkiewicz, Leszek Żebrowski, Piotr Gontarczyk, Paweł Paliwoda, Bogdan Czajkowski, Andrzej Gwiazda, ks. Tadeusz Isakowicz-Zaleski, Tomasz P. Terlikowski, Wojciech Wencel, Krzysztof Wyszkowski oraz Krzysztof Wołodźko.
Zdecydowano o publikacji na łamach tygodnika felietonów czynnych polityków partii „Prawo i Sprawiedliwość”: Andrzeja Waśki, Ryszarda Czarneckiego, Joanny Lichockiej, Krzysztofa Czabańskiego.

## Tematyka

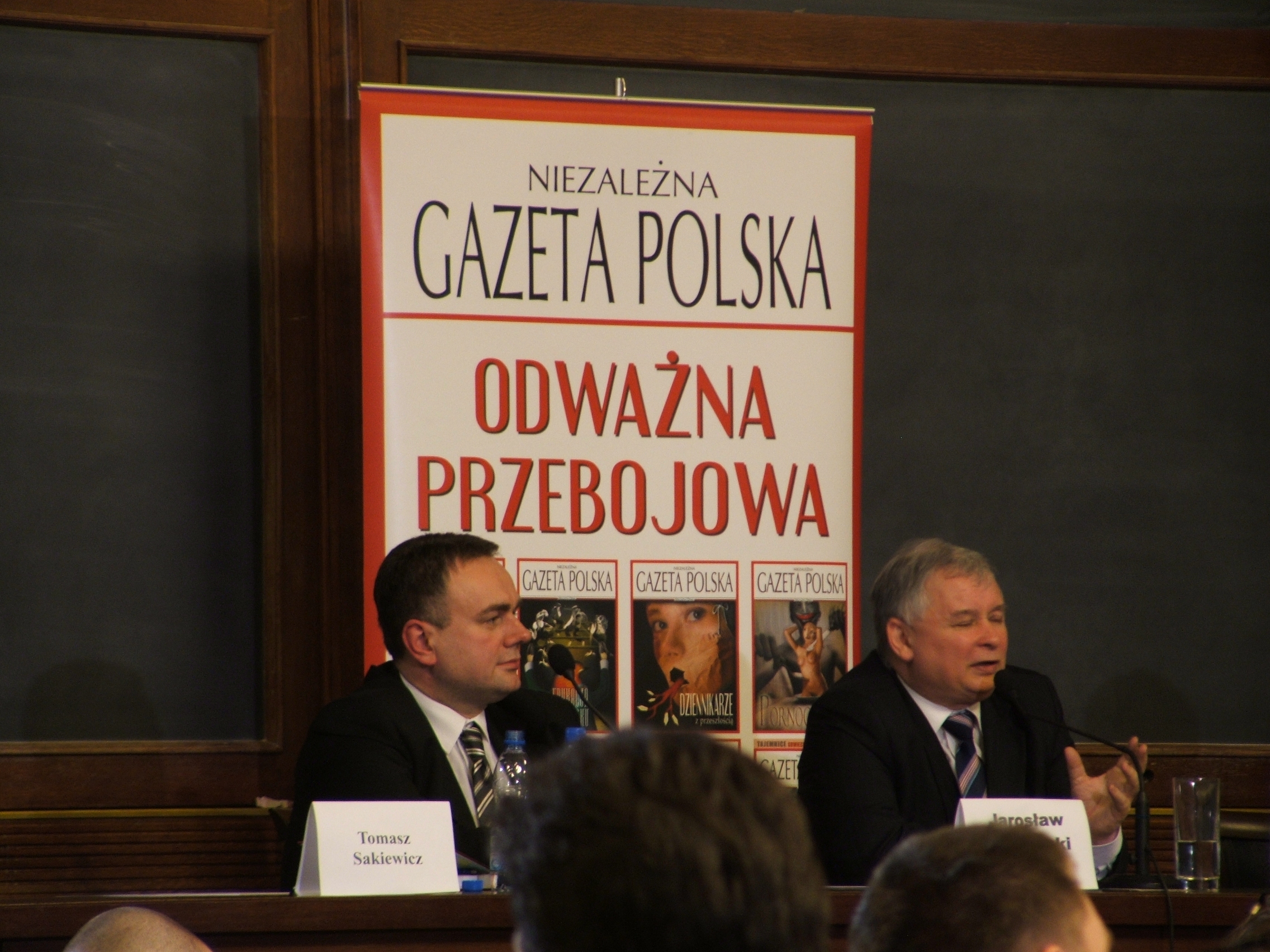
Tomasz Sakiewicz i Jarosław Kaczyński podczas spotkania ze studentami Uniwersytetu Warszawskiego 19 marca 2008 organizowanego przez tygodnik

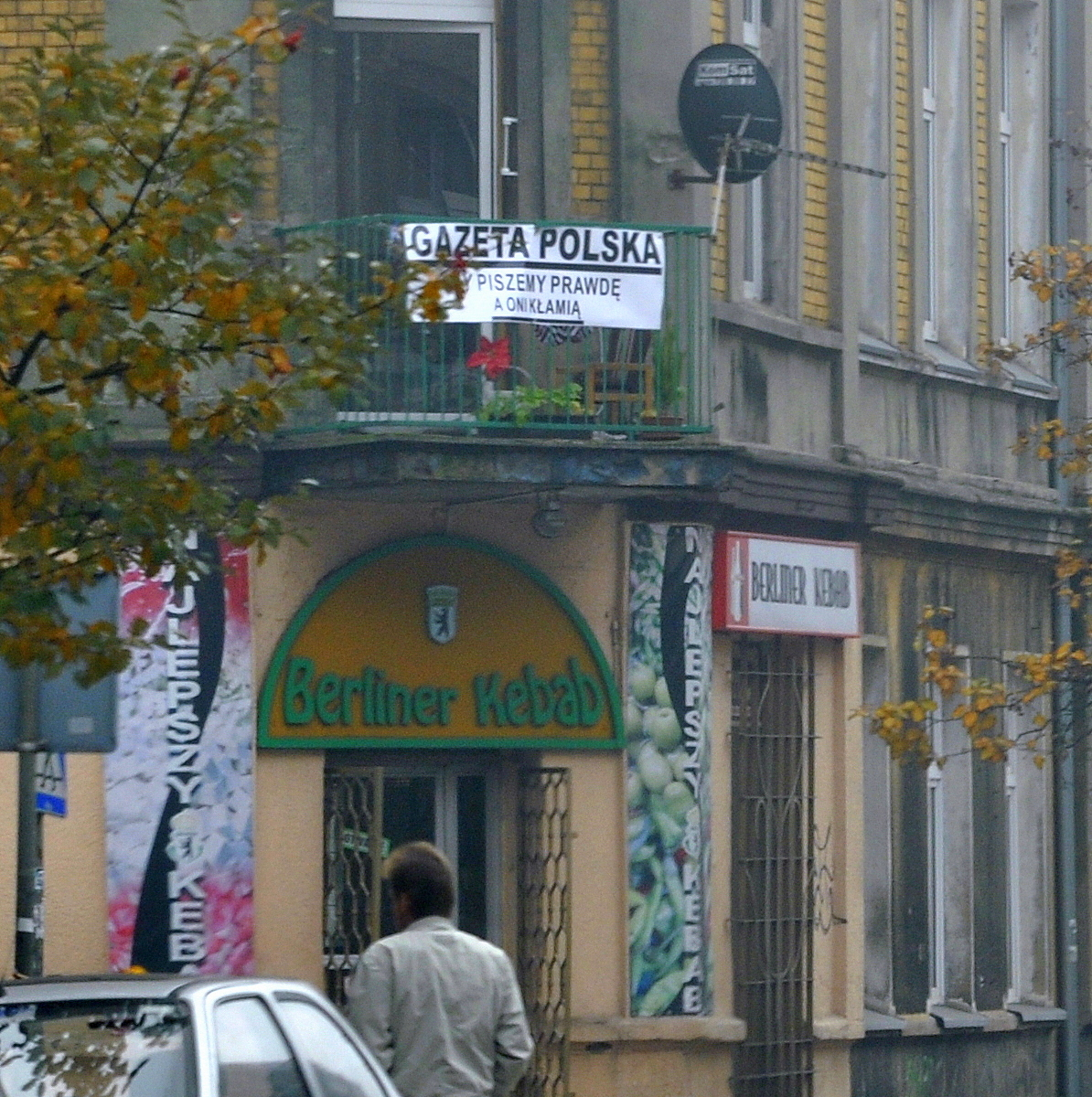
„My piszemy prawdę a oni kłamią” – slogan popularyzujący gazetę w Gorzowie Wielkopolskim (2012)

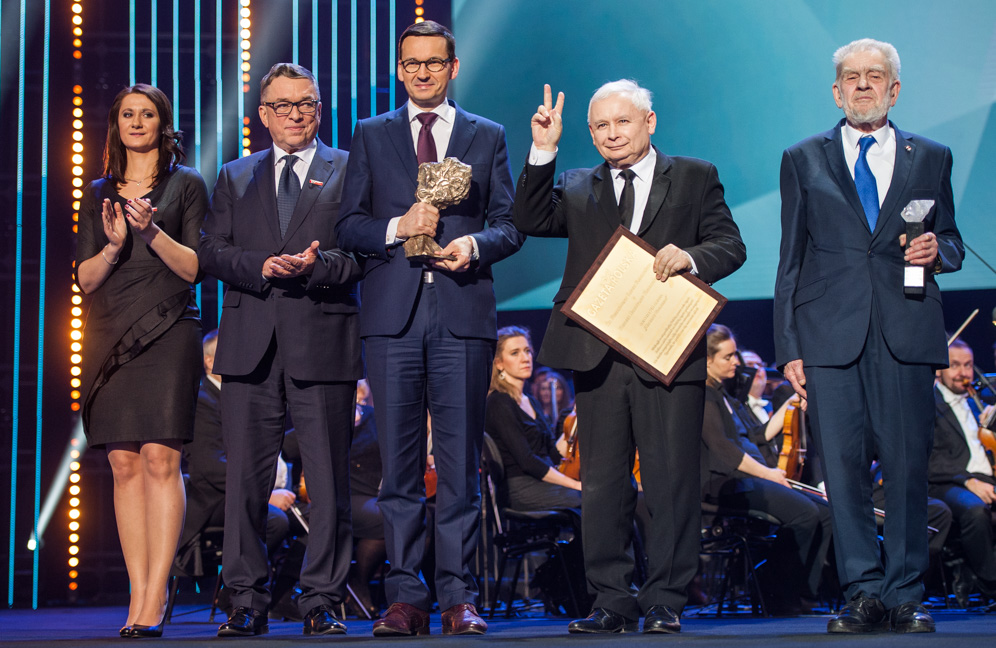
Gala Człowieka Roku 2017 Gazety Polskiej

„Gazeta Polska” jest pismem o profilu prawicowo-konserwatywnym, poświęconym w znacznej mierze bieżącym wydarzeniom społecznym, gospodarczym i politycznym. Wyróżniającą się tematyką jest analiza współczesnej polskiej polityki zagranicznej, w tym także w zakresie współdziałania z Unią Europejską. Często publikowane są artykuły dotyczące nieprawidłowości (np. korupcji) we wszystkich strefach życia publicznego. Znaczne miejsce zajmują też tematy związane z historią Polski. Przedstawiane są między innymi sylwetki żołnierzy Armii Krajowej i ofiar komunistycznego aparatu represji. W publicystyce „Gazety Polskiej” często poruszane są zagadnienia dekomunizacji i lustracji osób publicznych.
Po katastrofie polskiego Tu-154 w Smoleńsku w kwietniu 2010 wiele uwagi poświęcono również wyjaśnianiu jej przyczyn, kwestionowano między innymi rzetelność badania przebiegu katastrofy przez rosyjski Międzypaństwowy Komitet Lotniczy i polską Komisję Badania Wypadków Lotniczych.

## Kluby „Gazety Polskiej”
Czytelnicy „Gazety Polskiej” tworzą lokalne kluby dyskusyjne, zwane Klubami Gazety Polskiej, organizujące projekcje filmów oraz spotkania z politykami, dziennikarzami, publicystami i pisarzami z nurtu prawicowego. Po katastrofie smoleńskiej członkowie Klubów organizują comiesięczne obchody upamiętniające jej ofiary, a w szczególności marsze pamięci.
Po zwycięstwie partii Prawo i Sprawiedliwość w wyborach parlamentarnych w 2015 Tomasz Sakiewicz przyznał, że doszło do tego przy wsparciu m.in. Klubów GP. Przed wyborami prezydenckimi w 2015 członkowie Klubów aktywnie wspierali kampanię kandydata partii PiS, Andrzeja Dudy, a prezes tej partii Jarosław Kaczyński nazwał je w tym samym roku oddziałami szturmowym tej armii, która ma maszerować ku zwycięstwu. W 2019 podziękowanie Klubom GP za wsparcie działań rządu wyraził premier Mateusz Morawiecki. 8 lutego 2020 w Warszawie członkowie wyrazili w manifestacji swoje poparcie dla tzw. reformy wymiaru sprawiedliwości podjętej przez rząd PiS.
W latach 2017–2019 Senat RP kierowany przez marszałka Stanisława Karczewskiego przekazał na działalność Klubów „Gazety Polskiej” za granicą ponad 1 mln 371 tys. zł.
Prezesem Klubów GP do śmierci w styczniu 2025 był Ryszard Kapuściński. W marcu 2025 nagrodę Klubów „Gazety Polskiej” za rok 2024 otrzymał Karol Nawrocki, wówczas przedstawiany jako obywatelski kandydat na prezydenta RP z poparciem PiS.

## Człowiek Roku „Gazety Polskiej”
Od 1995 redakcja tygodnika przyznaje corocznie wyróżnienie Człowiek Roku Gazety Polskiej. W przeszłości tytuł otrzymywali m.in. Bogusław Nizieński oraz Alicja Grześkowiak. Ponadto nagrodzeni zostali:
- 1997: Leszek Czajkowski[22][23].
- 2001: Jan Nowak-Jeziorański[24]
- 2003: Elżbieta Radziszewska (za walkę z „SLD-owską pseudoreformą”)[25]
- 2004: Jarosław Kaczyński
- 2005: Radosław Sikorski (w 2011 wyróżniony zwrócił nagrodę)[26]
- 2006: Janusz Kurtyka[27]
- 2007: Mariusz Kamiński (za „skuteczne zwalczanie korupcji”)[28]
- 2008: Sławomir Cenckiewicz i Piotr Gontarczyk[29] (za książkę SB a Lech Wałęsa)[30]
- 2009: Tomasz Kaczmarek (za „bezkompromisową walkę z korupcją”)[31]
- 2010: Antoni Macierewicz[32]
- 2011: Jarosław Marek Rymkiewicz[33]
- 2012: Wacław Berczyński, Wiesław Binienda, Kazimierz Nowaczyk, Grzegorz Szuladziński[34]
- 2013: Viktor Orbán, Krzysztof Szwagrzyk[35]
- 2014: 11 osób związanych z Euromajdanem na Ukrainie: Olha Bohomołeć, Artur Cyciurski, Tetiana Czornowoł, Andrij Deszczycia, Andrzej Gabrow, Serhij Nihojan, Andrij Parubij, Wołodymyr Prawosudow, Leon Polański, Mykoła Pilecki, Jerzy Wójcicki[36]
- 2015: Jarosław Kaczyński[37]
- 2016, 2017, 2018: Mateusz Morawiecki[38][39][40]
- Laureaci nagrody 25-lecia tygodnika „Gazety Polskiej”, wręczonej w 2018: Lech Kaczyński i Jarosław Kaczyński[41][42]
- 2019: Jarosław Kaczyński[43]
- 2020: żołnierze Wojska Obrony Terytorialnej („w uznaniu ich męstwa i poświęcenia”)[44][45]
- 2021: Piotr Naimski[46]
- 2022: Elżbieta Witek[47]
- 2023: Ryszard Legutko[48]

## Wpływ i opiniotwórczość
Według analizy Instytutu Monitorowania Mediów w kategorii „Najbardziej opiniotwórcze tygodniki i dwutygodniki” Gazeta Polska zajęła czwarte miejsce we wrześniu 2011, piąte miejsce w październiku 2011, szóste miejsce w listopadzie 2011, czwarte miejsce w maju 2012, piąte miejsce w czerwcu 2012 oraz drugie miejsce w grudniu 2012. Ponadto w podsumowaniu za rok 2012 Gazeta Polska uplasował się na piątym miejscu w kategorii „Najbardziej opiniotwórcze tygodniki i dwutygodniki”.

## Kontrowersje

### Konflikt Sakiewicza i Wierzbickiego
W 2005 na łamach gazety ukazał się artykuł zatytułowany Przejąć „Gazetę Polską”. Autor twierdził, że w latach 2000–2005 próbowano przejąć tygodnik celem zinfiltrowania prawicy i realizacji własnych planów politycznych. Artykuł zawierał hipotezę, że działania nadzorowała grupa o niejasnych kontaktach z biznesem, wywiadem rosyjskim oraz środowiskiem postkomunistycznej lewicy. Celem miałaby być zmiana udziałowców, umieszczenie zaufanych członków w zarządzie gazety i wymiana zespołu redakcyjnego, a docelowo reorientacja polityczna w okresie przedwyborczym. Udział w tych działaniach mieli brać m.in.: ówczesny redaktor naczelny tygodnika Piotr Wierzbicki i jego zastępczyni Elżbieta Isakiewicz.
Według Piotra Wierzbickiego Tomasz Sakiewicz, jeszcze jako szef działu krajowego, miał rzekomo przyjść do niego z propozycją „pisania artykułów za łapówki”. Chodziło o jedną z firm telekomunikacyjnych, która chciała, by „Gazeta Polska” pisała o niej dobrze, nie ujawniając jednak przed czytelnikami, że artykuł jest sponsorowany (kryptoreklama).

### Sprawa Suboticia
4 października 2006 w gazecie opublikowano artykuł pt. WSI na wizji autorstwa Tomasza Sakiewicza i Katarzyny Gójskiej-Hejke, według którego sekretarz programowy stacji TVN Milan Subotić w 1984 współpracował z wojskowymi służbami PRL, a później z WSI. Publikacja tego artykułu spowodowała liczne komentarze medialne. Według części komentatorów artykuł przedstawiał nieprawdę, a jego powstanie miało charakter polityczny i było zainspirowane przez ówczesną partię rządzącą. Subotić przyznał się do kontaktów z wywiadem wojskowym PRL, zaprzeczył zaś, by był współpracownikiem WSI. W związku z tym złożył pozew cywilny przeciwko „Gazecie Polskiej” oraz Ministerstwu Obrony Narodowej, na którego dokumentach opierali się autorzy artykułu, żądając od nich przeprosin. 18 października 2012 Sąd Apelacyjny w Warszawie prawomocnym wyrokiem nakazał Ministerstwu Obrony Narodowej przeprosić Milana Suboticia za to, że w „Raporcie Macierewicza został opisany jako agent WSI”. W połowie lutego 2013 nie został wznowiony proces, który Milan Subotić wytoczył „Gazecie Polskiej”, z uwagi na brak decyzji ministra obrony narodowej dotyczącej zwolnienia z tajemnicy państwowej świadka. 23 stycznia 2014 Sąd Okręgowy w Warszawie oddalił powództwo cywilne Milana Suboticia wytoczone przeciw „Gazecie Polskiej” i autorom artykułu WSI na wizji uznając je za niezasadne, jako że „na podstawie materiałów posiadanych przez Gazetę Polską, redakcja miała prawo napisać artykuł, ponieważ raport z weryfikacji WSI jest dokumentem urzędowym”.
W kwietniu 2017, wskutek orzeczenia Sądu Najwyższego, Milan Subotić został przeproszony przez Tomasza Sakiewicza i Katarzynę Gójską-Hejke za „opublikowanie niezgodnych z prawdą i krzywdzących treści”, jakoby ten był współpracownikiem WSI po roku 1993.

### Sprawa dot. Krzysztofa Hejke
W kwietniu 2009 w mediach został opublikowany list, który Krzysztof Hejke skierował do prezydenta RP Lecha Kaczyńskiego, jednocześnie przesyłając jego kopię do Marszałka Sejmu (Bronisław Komorowski) i do Kolegium IPN. Przekazał w nim głowie państwa informacje o tym, że jego żona Katarzyna Gójska-Hejke została uwiedziona przez prezesa IPN, Janusza Kurtykę, który miał jej przekazywać tajne dokumenty z IPN, wykorzystywane przez nią następnie do tworzenia artykułów prasowych na temat lustracji i publikowanych w „Gazecie Polskiej”. W tej sprawie śledztwo podjęła Prokuratura Okręgowa Warszawa-Praga. W listopadzie 2009 prokuratura umorzyła śledztwo w sprawie domniemanego ujawnienia lub też bezprawnego wykorzystania tajemnicy państwowej przez prezesa IPN, J. Kurtykę. W rezultacie orzeczenia sądu za naruszenie dóbr osobistych w lutym 2015 Tomasz Sakiewicz za pośrednictwem prasy dokonał przeprosin Krzysztofa Hejke za wypowiedź pod jego adresem, wypowiedzianą w wywiadzie opublikowanym 6 czerwca 2009 na łamach tygodnika „Polityka”.

### Naklejki „Strefa wolna od LGBT”

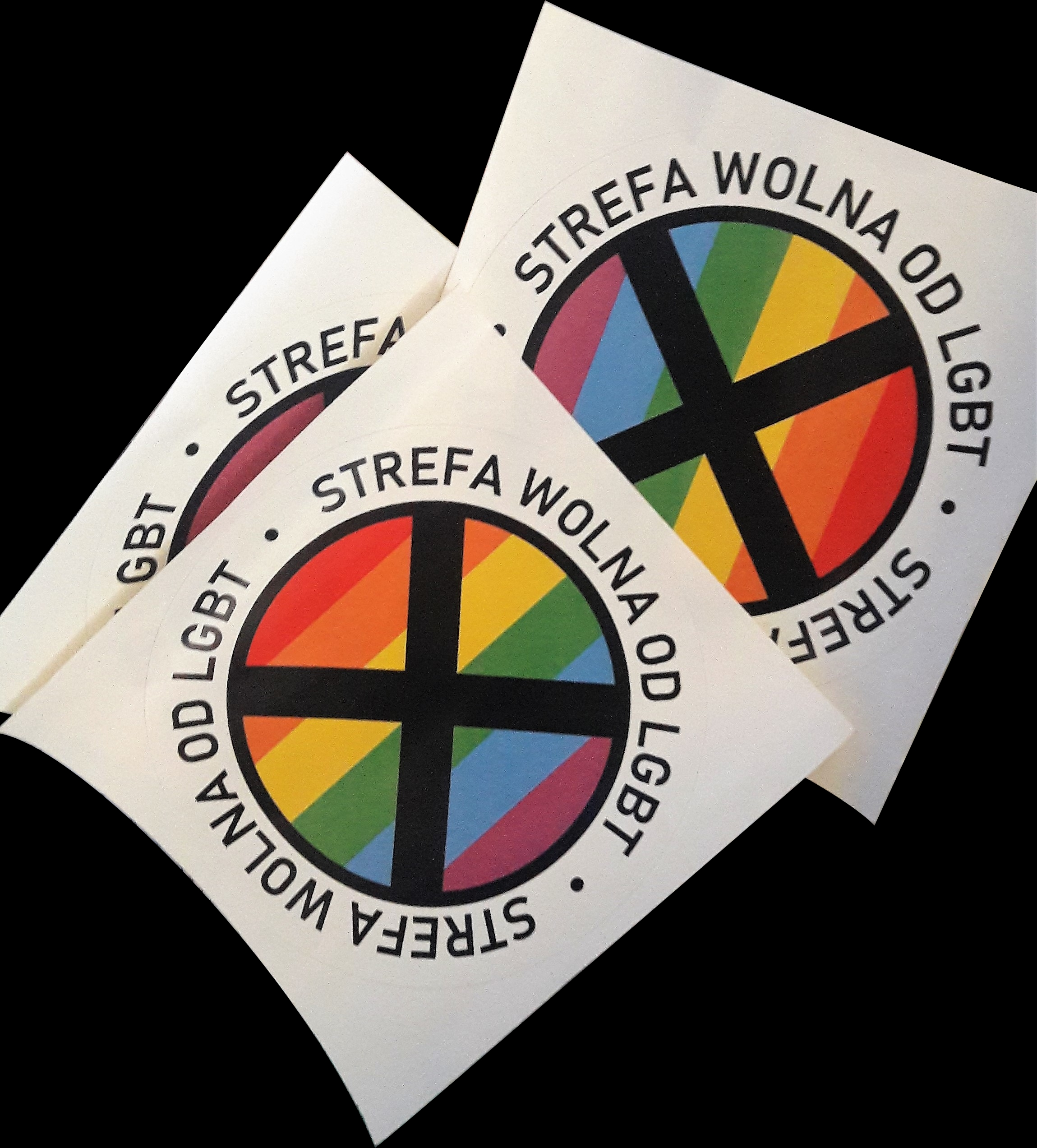
Naklejki „Strefa wolna od LGBT” dystrybuowane przez Gazetę Polską

17 lipca 2019 tygodnik zapowiedział dodanie do następnego numeru naklejek z przekreśloną tęczą otoczonych napisem „Strefa wolna od LGBT”, co spotkało się z szerokim komentarzem dziennikarzy i polityków. Sieć sklepów Empik i stacje paliw BP odmówiły sprzedaży Gazety Polskiej po wydaniu przez nią naklejek. Do bojkotu wkrótce dołączyły stacje Shell i Circle K.
25 lipca Sąd Okręgowy w Warszawie nakazał Gazecie Polskiej wycofanie z obiegu naklejek anty-LGBT. Jednak redaktor magazynu, Tomasz Sakiewicz, odrzucił wyrok, mówiąc, że to „fake news” i cenzura, a gazeta będzie kontynuować dystrybucję naklejki. Gazeta Polska kontynuowała dystrybucję naklejek, ale zmodyfikowała treść na „Strefa wolna od ideologii LGBT”.
W sierpniu 2019 r. pokaz organizowany przez „Gazeta Polska Community of America” zaplanowany na 24 października w Carnegie Hall w Nowym Jorku został odwołany po tym, jak zarzuty dotyczące powiązania z treściami anty-LGBT doprowadziły do wycofania się artystów z pokazu.

### Inne sprawy sądowe
- Wyrokiem Sądu Okręgowego z 24 kwietnia 2019 nakazano przeprosić Bartosza Kramka na łamach „Gazety Polskiej”[86]
- Wyrokiem Sądu Okręgowego w Gdańsku z 4 listopada 2020, podtrzymanym wyrokiem Sądu Apelacyjnego w Gdańsku z 16 czerwca 2021, Gazeta Polska została zobowiązana do wpłaty 20 tys. zł na rzecz Polskiej Akcji Humanitarnej i przeprosin na okładce za fotomontaż zdjęć przedstawiających Irakijczyków i Afgańczyków, które znalazły się na okładce tygodnika z podpisem „Wstrząsający niemiecki raport. Uchodźcy przynieśli śmiertelne choroby”[87][88][89].

## Nagrody
- 2013: redakcja „Gazety Polskiej” otrzymała nagrodę im. Juliana Kulentego „Media w służbie Ewangelii” w kategorii mediów krajowych[90]
- 2014: redakcja „Gazety Polskiej” otrzymała nagrodę pod nazwą „Syzyf Roku” w kategorii Media Roku, przyznawaną przez Kongregację Przemysłowo-Handlową[91].